# La fi de la infantesa
La fi de la infantesa és una novel·la de ciència-ficció publicada per Arthur C.Clarke el 1953 al Regne Unit. Es considera una de les obres més respectades i llegides del conjunt d'allò que anomenem “corrent utòpic” de la ciència-ficció. Descriu la naixença d'una nova humanitat basada en l'espiritualitat i l'energia, i el final de la civilització actual. El tall, que es produeix en el transcurs d'una sola generació, és preparat per uns éssers extraordinaris, els “grans senyors”. Aquests, com si es tractés de mainaderes, instal·len la pau i el benestar a tot el món i possibiliten l'evolució de l'home vers la utopia definitiva.

## Capítols del llibre
1. La terra i els grans senyors
2. L'edat d'or
3. L'última generació[4]

## Resum de la trama

### La terra i els grans senyors
Aleshores Reinhard Hoffmann va adonar-se, com ho
feia Konrad Schneider en el mateix instant, que havia perdut la seva cursa. I va saber que l'havia perduda, no per
les poques setmanes o mesos que ell havia temut, sinó
per mil·lennis. Les immenses i silencioses ombres que
volaven entre les estrelles, a més quilòmetres per sobre
el seu cap dels que ell gosava provar d'endevinar, estaven tant més endavant de la Columbus, com la Columbus
de les canoes de fusta de l'home del Paleolític. Durant un
moment que va semblar durar una eternitat, Reinhold resta a l'aguait, com restava tot el món, mentre les gegantines naus descendien en la seva majestat aclaparadora,
fins que a la fi va poder sentir el dèbil udol que feien en
travessar la prima capa d'aire de l'estratosfera.
No li va saber greu que la feina de tota una vida fos
esborrada. Havia treballat per dur els homes a les estrelles, i en el moment de l'èxit les estrelles −les reservades i
indiferents estrelles− havien vingut a ell. Aquest era el
moment en què la història aguantava la respiració, i el
present se separava del passat com un iceberg es trenca
de les parets glaçades que l'han format i marxa sol, navegant pel mar amb solitari orgull. Tot el que les èpoques
passades havien assolit no era res ara; un únic pensament ressonava en la ment de Reinhold:
La raça humana
ja no estava sola.

### L'edat d'or
No hi ha cap utopia que pugui satisfer tothom i per
sempre. En millorar les condicions materials, els homes
alcen la vista i no s'acontenten amb uns poders i possessions que temps enrere haurien estat més enllà de tots
els seus somnis. I fins i tot quan el món extern ha proporcionat tot allò de què és capaç, encara queda la introspecció en la ment i els anhels del cor.

### L'última generació
L'últim Home! A Jan se li feia molt difícil pensar en si
mateix com a tal. Quan havia sortit a l'espai, havia acceptat la possibilitat d'un exili etern de la raça humana, i la
solitud encara no l'havia envaït. Amb el pas dels anys el
desig de veure un altre ésser humà podria incrementar i
superar-lo, però de moment la companyia dels Grans Senyors li impedia de sentir-se completament sol.
Deu anys abans encara hi havia homes sobre la Terra, però eren sobrevivents degenerats, i Jan no s'havia
perdut res per no conèixer-los. Per raons que els Grans Senyors no podien explicar, però que Jan sospitava que
eren principalment psicològiques, no hi havia hagut infants que substituïssin els que havien marxat. L'Homo sapiens s'havia extingit.